# Resultados do Campeonato Mundial de Atletismo de 1995
Este artigo contém os resultados detalhados do Campeonato Mundial de Atletismo de 1995, disputado na cidade de Gotemburgo, na Suécia.
| Corridas: 100 m - 200 m - 400 m - 800 m - 1500 m - 5000 m - 10000 m - Maratona Obstáculos: 100 m barreiras - 110 m barreiras - 400 m barreiras - 3000 metros obstáculos Marcha: 20 km marcha - 50 km marcha Saltos: Altura - Comprimento - Triplo - Vara Lançamentos: Peso - Disco - Dardo - Martelo Estafetas: 4 x 100 m - 4 x 400 m Provas combinadas: Decatlo - Heptatlo |

## Resultados

### 100 metros
| Pos. | Atleta           | País              | Marca |
| ---- | ---------------- | ----------------- | ----- |
| 1    | Donovan Bailey   | Canadá            | 9"97  |
| 2    | Bruny Surin      | Canadá            | 10"03 |
| 3    | Ato Boldon       | Trinidad e Tobago | 10"03 |
| 4    | Frank Fredericks | Namíbia           | 10"07 |
| 5    | Michael Marsh    | Estados Unidos    | 10"10 |
| 6    | Linford Christie | Reino Unido       | 10"12 |
| 7    | Olapade Adeniken | Nigéria           | 10"20 |
| 8    | Raymond Stewart  | Jamaica           | 10"29 |

| Pos. | Atleta               | País           | Marca |
| ---- | -------------------- | -------------- | ----- |
| 1    | Gwen Torrence        | Estados Unidos | 10"85 |
| 2    | Merlene Ottey        | Jamaica        | 10"94 |
| 3    | Irina Privalova      | Rússia         | 10"96 |
| 4    | Carlette Guidry      | Estados Unidos | 11"07 |
| 5    | Zhanna Tarnopolskaya | Ucrânia        | 11"07 |
| 6    | Melanie Paschke      | Alemanha       | 11"10 |
| 7    | Mary Onyali          | Nigéria        | 11"15 |
| 8    | Juliet Cuthbert      | Jamaica        | 11"44 |

### 200 metros
| Pos. | Atleta             | País           | Marca |
| ---- | ------------------ | -------------- | ----- |
| 1    | Michael Johnson    | Estados Unidos | 19"79 |
| 2    | Frank Fredericks   | Namíbia        | 20"12 |
| 3    | Jeff Williams      | Estados Unidos | 20"18 |
| 4    | Robson da Silva    | Brasil         | 20"21 |
| 5    | Claudinei da Silva | Brasil         | 20"40 |
| 6    | Geir Moen          | Noruega        | 20"51 |
| 7    | John Regis         | Reino Unido    | 20"67 |
| 8    | Iván García        | Cuba           | 20"77 |

| Pos. | Atleta             | País           | Marca |
| ---- | ------------------ | -------------- | ----- |
| 1    | Merlene Ottey      | Jamaica        | 22"12 |
| 2    | Irina Privalova    | Rússia         | 22"12 |
| 3    | Galina Malchugina  | Rússia         | 22"37 |
| 4    | Melanie Paschke    | Alemanha       | 22"60 |
| 5    | Silke-Beate Knoll  | Alemanha       | 22"66 |
| 6    | Mary Onyali        | Nigéria        | 22"71 |
| 7    | Marina Trandenkova | Rússia         | 22"84 |
| 8    | Gwen Torrence      | Estados Unidos | DQ    |

### 400 metros
| Pos. | Atleta           | País           | Marca      |
| ---- | ---------------- | -------------- | ---------- |
| 1    | Michael Johnson  | Estados Unidos | 43"39 (CR) |
| 2    | Butch Reynolds   | Estados Unidos | 44"22      |
| 3    | Gregory Haughton | Jamaica        | 44"56      |
| 4    | Samson Kitur     | Quênia         | 44"71      |
| 5    | Mark Richardson  | Reino Unido    | 44"81      |
| 6    | Darnell Hall     | Estados Unidos | 44"83      |
| 7    | Roger Black      | Reino Unido    | 45"28      |
| 8    | Sunday Bada      | Nigéria        | 45"50      |

| Pos. | Atleta            | País           | Marca |
| ---- | ----------------- | -------------- | ----- |
| 1    | Marie-José Pérec  | França         | 49"28 |
| 2    | Pauline Davis     | Bahamas        | 49"96 |
| 3    | Jearl Miles-Clark | Estados Unidos | 50"00 |
| 4    | Cathy Freeman     | Austrália      | 50"60 |
| 5    | Fatima Yusuf      | Nigéria        | 50"70 |
| 6    | Falilat Ogunkoya  | Nigéria        | 50"77 |
| 7    | Maicel Malone     | Estados Unidos | 50"99 |
| 8    | Sandie Richards   | Jamaica        | 51"13 |

### 800 metros
| Pos. | Atleta               | País           | Marca   |
| ---- | -------------------- | -------------- | ------- |
| 1    | Wilson Kipketer      | Dinamarca      | 1'45"08 |
| 2    | Arthémon Hatungimana | Burundi        | 1'45"64 |
| 3    | Vebjørn Rodal        | Noruega        | 1'45"68 |
| 4    | Nico Motchebon       | Alemanha       | 1'45"97 |
| 5    | Brandon Rock         | Estados Unidos | 1'46"42 |
| 6    | Jose Parrilla        | Estados Unidos | 1'46"44 |
| 7    | Andrea Giocondi      | Itália         | 1'47"78 |
| 8    | Mark Everett         | Estados Unidos | 1'53"12 |

| Pos. | Atleta             | País           | Marca        |
| ---- | ------------------ | -------------- | ------------ |
| 1    | Ana Fidelia Quirot | Cuba           | 1'56"11      |
| 2    | Letitia Vriesde    | Suriname       | 1'56"68 (AR) |
| 3    | Kelly Holmes       | Reino Unido    | 1'56"95      |
| 4    | Patricia Djaté     | França         | 1'57"04      |
| 5    | Meredith Rainey    | Estados Unidos | 1'58"20      |
| 6    | Ellen van Langen   | Países Baixos  | 1'58"98      |
| 7    | Lyubov Gurina      | Rússia         | 1'59"16      |
| 8    | Tatyana Grigoryeva | Rússia         | 2'05"55      |

### 1500 metros
| Pos. | Atleta                | País     | Marca   |
| ---- | --------------------- | -------- | ------- |
| 1    | Noureddine Morceli    | Argélia  | 3'33"73 |
| 2    | Hicham El Guerrouj    | Marrocos | 3'35"28 |
| 3    | Vénuste Niyongabo     | Burundi  | 3'35"56 |
| 4    | Rachid El Basir       | Marrocos | 3'35"96 |
| 5    | Kevin Sullivan        | Canadá   | 3'36"73 |
| 6    | Abdelkader Chékhémani | França   | 3'36"90 |
| 7    | Mohamed Suleiman      | Catar    | 3'36"96 |
| 8    | Fermín Cacho          | Espanha  | 3'37"02 |

| Pos. | Atleta            | País           | Marca   |
| ---- | ----------------- | -------------- | ------- |
| 1    | Hassiba Boulmerka | Argélia        | 4'02"42 |
| 2    | Kelly Holmes      | Reino Unido    | 4'03"04 |
| 3    | Carla Sacramento  | Portugal       | 4'03"79 |
| 4    | Angela Chalmers   | Canadá         | 4'04"74 |
| 5    | Lyudmila Borisova | Rússia         | 4'04"78 |
| 6    | Anna Brzezinska   | Polónia        | 4'05"65 |
| 7    | Ruth Wysocki      | Estados Unidos | 4'07"08 |
| 8    | Maite Zúñiga      | Espanha        | 4'07"27 |

### 5000 metros
| Pos. | Atleta           | País           | Marca    |
| ---- | ---------------- | -------------- | -------- |
| 1    | Ismael Kirui     | Quênia         | 13'16"77 |
| 2    | Khalid Boulami   | Marrocos       | 13'17"15 |
| 3    | Shem Kororia     | Quênia         | 13'17"59 |
| 4    | Ismaïl Sghyr     | Marrocos       | 13'17"86 |
| 5    | Brahim Lahlafi   | Marrocos       | 13'18"89 |
| 6    | Worku Bikila     | Etiópia        | 13'20"12 |
| 7    | Bob Kennedy      | Estados Unidos | 13'32"10 |
| 8    | Fita Bayisa      | Etiópia        | 13'34"52 |
| 9    | Dieter Baumann   | Alemanha       | 13'39"98 |
| 10   | Philemon Hanneck | Zimbabwe       | 13'41"28 |

| Pos. | Atleta             | País          | Marca          |
| ---- | ------------------ | ------------- | -------------- |
| 1    | Sonia O'Sullivan   | Irlanda       | 14'46"47 (CR)  |
| 2    | Fernanda Ribeiro   | Portugal      | 14'48"54       |
| 3    | Zahra Ouaziz       | Marrocos      | 14'53"77       |
| 4    | Gabriela Szabo     | Roménia       | 14'56"57       |
| 5    | Paula Radcliffe    | Reino Unido   | 14'57"02       |
| 6    | Mariya Pantyukhova | Rússia        | 15'01"23       |
| 7    | Rose Cheruiyot     | Quênia        | 15'02"45 (WJR) |
| 8    | Gwen Griffiths     | África do Sul | 15'08"05       |
| 9    | Sara Wedlund       | Suécia        | 15'08"36       |
| 10   | Elena Fidatov      | Roménia       | 15'12"58       |

### 10000 metros
| Pos. | Atleta             | País           | Marca         |
| ---- | ------------------ | -------------- | ------------- |
| 1    | Haile Gebrselassie | Etiópia        | 27'12"95 (CR) |
| 2    | Khalid Skah        | Marrocos       | 27'14"53      |
| 3    | Paul Tergat        | Quênia         | 27'14"70      |
| 4    | Salah Hissou       | Marrocos       | 27'19"30      |
| 5    | Josephat Machuka   | Quênia         | 27'23"72      |
| 6    | Joseph Kimani      | Quênia         | 27'30"02      |
| 7    | Stéphane Franke    | Alemanha       | 27'48"88      |
| 8    | Paulo Guerra       | Portugal       | 27'52"55      |
| 9    | Todd Williams      | Estados Unidos | 27'52"87      |
| 10   | Toshiyuki Hayata   | Japão          | 27'53"12      |
| 11   | Domingos Castro    | Portugal       | 27'53"42      |
| 12   | Yasuyuki Watanabe  | Japão          | 27'53"82      |

| Pos. | Atleta             | País           | Marca    |
| ---- | ------------------ | -------------- | -------- |
| 1    | Fernanda Ribeiro   | Portugal       | 31'04"99 |
| 2    | Derartu Tulu       | Etiópia        | 31'08"10 |
| 3    | Tegla Loroupe      | Quênia         | 31'17"66 |
| 4    | Maria Guida        | Itália         | 31'27"82 |
| 5    | Elana Meyer        | África do Sul  | 31'31"96 |
| 6    | Elizabeth McColgan | Reino Unido    | 31'40"14 |
| 7    | Alla Zhilyayeva    | Rússia         | 31'52"15 |
| 8    | Hiromi Suzuki      | Japão          | 31'54"01 |
| 9    | Annemari Sandell   | Finlândia      | 31'54"29 |
| 10   | Kathrin Ullrich    | Alemanha       | 31'55"04 |
| 11   | Lieve Slegers      | Bélgica        | 32'10"59 |
| 12   | Lynn Jennings      | Estados Unidos | 32'12"82 |

### Maratona
| Pos. | Atleta                  | País           | Marca   |
| ---- | ----------------------- | -------------- | ------- |
| 1    | Martín Fiz              | Espanha        | 2h11'41 |
| 2    | Dionicio Cerón          | México         | 2h12'13 |
| 3    | Luíz Antônio Dos Santos | Brasil         | 2h12'49 |
| 4    | Peter Whitehead         | Reino Unido    | 2h14'08 |
| 5    | Alberto Juzdado         | Espanha        | 2h15'29 |
| 6    | Diego García            | Espanha        | 2h15'34 |
| 7    | Richard Nerurkar        | Reino Unido    | 2h15'47 |
| 8    | Steve Moneghetti        | Austrália      | 2h16'13 |
| 9    | Andrés Espinosa         | México         | 2h16'44 |
| 10   | Steve Plasencia         | Estados Unidos | 2h16'56 |

| Pos. | Atleta              | País           | Marca   |
| ---- | ------------------- | -------------- | ------- |
| 1    | Manuela Machado     | Portugal       | 2h25'39 |
| 2    | Anuta Catuna        | Roménia        | 2h26'25 |
| 3    | Ornella Ferrara     | Itália         | 2h30'11 |
| 4    | Malgorzata Sobanska | Polónia        | 2h31'10 |
| 5    | Ritva Lemettinen    | Finlândia      | 2h31'19 |
| 6    | Mónica Pont         | Espanha        | 2h31'53 |
| 7    | Linda Somers        | Estados Unidos | 2h32'12 |
| 8    | Sonja Krolik-Oberem | Alemanha       | 2h32'17 |
| 9    | Sachiyo Seiyama     | Japão          | 2h33'07 |
| 10   | Lidia Simon         | Roménia        | 2h33'18 |

### 20 km marcha/10 km marcha
| Pos. | Atleta              | País         | Marca   |
| ---- | ------------------- | ------------ | ------- |
| 1    | Michele Didoni      | Itália       | 1h19'59 |
| 2    | Valentí Massana     | Espanha      | 1h20'23 |
| 3    | Yevgeniy Misyulya   | Bielorrússia | 1h20'48 |
| 4    | Ilya Markov         | Rússia       | 1h21'28 |
| 5    | Zewen Li            | China        | 1h21'39 |
| 6    | Mikhail Shchennikov | Rússia       | 1h22'16 |
| 7    | Denis Langlois      | França       | 1h22'21 |
| 8    | Igor Kollár         | Eslováquia   | 1h22'30 |

| Pos. | Atleta               | País      | Marca |
| ---- | -------------------- | --------- | ----- |
| 1    | Irina Stankina       | Rússia    | 42'13 |
| 2    | Elisabetta Perrone   | Itália    | 42'16 |
| 3    | Yelena Nikolayeva    | Rússia    | 42'20 |
| 4    | Sari Essayah         | Finlândia | 42'20 |
| 5    | Larisa Khmelnitskaya | Rússia    | 42'25 |
| 6    | Rossella Giordano    | Itália    | 42'26 |
| 7    | Mária Urbanik-Rosza  | Hungria   | 42'34 |
| 8    | Hongyu Liu           | China     | 42'46 |

### 50 km marcha
| Pos. | Atleta                 | País       | Marca   |
| ---- | ---------------------- | ---------- | ------- |
| 1    | Valentin Kononen       | Finlândia  | 3h43'42 |
| 2    | Giovanni Perricelli    | Itália     | 3h45'11 |
| 3    | Robert Korzeniowski    | Polónia    | 3h45'57 |
| 4    | Miguel Angel Rodríguez | México     | 3h46'34 |
| 5    | Jesús Ángel García     | Espanha    | 3h48'05 |
| 6    | Aleksandar Rakovic     | Iugoslávia | 3h49'35 |
| 7    | Arturo Di Mezza        | Itália     | 3h49'46 |
| 8    | René Piller            | França     | 3h49'47 |

### 110 metros barreiras/100 metros barreiras
| Pos. | Atleta           | País           | Marca |
| ---- | ---------------- | -------------- | ----- |
| 1    | Allen Johnson    | Estados Unidos | 13"00 |
| 2    | Tony Jarrett     | Reino Unido    | 13"04 |
| 3    | Roger Kingdom    | Estados Unidos | 13"19 |
| 4    | Jack Pierce      | Estados Unidos | 13"27 |
| 5    | Kyle Vander-Kuyp | Austrália      | 13"30 |
| 6    | Dan Philibert    | França         | 13"34 |
| 7    | Erik Batte       | Cuba           | 13"38 |
| 8    | Emilio Valle     | Cuba           | 13"43 |

| Pos. | Atleta               | País           | Marca |
| ---- | -------------------- | -------------- | ----- |
| 1    | Gail Devers          | Estados Unidos | 12"68 |
| 2    | Olga Shishigina      | Cazaquistão    | 12"80 |
| 3    | Yuliya Graudyn       | Rússia         | 12"85 |
| 4    | Tatyana Reshetnikova | Rússia         | 12"87 |
| 5    | Julie Baumann        | Suíça          | 12"95 |
| 6    | Gillian Russell      | Jamaica        | 12"96 |
| 7    | Dionne Rose          | Jamaica        | 12"98 |
| 8    | Brigita Bukovec      | Eslovênia      | 13"02 |

### 400 metros barreiras
| Pos. | Atleta                   | País           | Marca |
| ---- | ------------------------ | -------------- | ----- |
| 1    | Derrick Adkins           | Estados Unidos | 47"98 |
| 2    | Samuel Matete            | Zâmbia         | 48"03 |
| 3    | Stéphane Diagana         | Jamaica        | 48"14 |
| 4    | Ruslan Mashchenko        | Rússia         | 48"83 |
| 5    | Sven Nylander            | Suécia         | 48"84 |
| 6    | Ken Harnden              | Zimbabwe       | 48"89 |
| 7    | Kazuhiko Yamazaki        | Japão          | 49"22 |
| 8    | Eronilde Nunes de Araújo | Brasil         | 49"86 |

| Pos. | Atleta             | País           | Marca      |
| ---- | ------------------ | -------------- | ---------- |
| 1    | Kim Batten         | Estados Unidos | 52"61 (WR) |
| 2    | Tonja Buford       | Estados Unidos | 52"62      |
| 3    | Deon Hemmings      | Jamaica        | 53"42 (NR) |
| 4    | Heike Meissner     | Alemanha       | 54"86      |
| 5    | Tetyana Tereshchuk | Ucrânia        | 54"94      |
| 6    | Silvia Rieger      | Alemanha       | 55"01      |
| 7    | Ionela Tirlea      | Roménia        | 55"46      |
| 8    | Natalya Torshina   | Cazaquistão    | 56"75      |

### 3000 metros obstáculos
| Pos. | Atleta                  | País           | Marca        |
| ---- | ----------------------- | -------------- | ------------ |
| 1    | Moses Kiptanui          | Quênia         | 8'04"16 (CR) |
| 2    | Christopher Koskei      | Quênia         | 8'09"30      |
| 3    | Saad Shaddad Al-Asmari  | Arábia Saudita | 8'12"95 (AR) |
| 4    | Steffen Brand           | Alemanha       | 8'14"37      |
| 5    | Angelo Carosi           | Itália         | 8'14"85      |
| 6    | Florin Ionescu          | Roménia        | 8'15"44      |
| 7    | Vladimir Pronin         | Rússia         | 8'16"59      |
| 8    | Martin Strege           | Alemanha       | 8'18"57      |
| 9    | Matthew Birir           | Quênia         | 8'21"15      |
| 10   | Alessandro Lambruschini | Itália         | 8'22"64      |

### Estafeta 4 x 100 metros
| Pos. | Atleta                                                                                       | País      | Marca |
| ---- | -------------------------------------------------------------------------------------------- | --------- | ----- |
| 1    | Robert Esmie Glenroy Gilbert Bruny Surin Donovan Bailey                                      | Canadá    | 38"31 |
| 2    | Paul Henderson Tim Jackson Steve Brimacombe Damien Marsh                                     | Austrália | 38"50 |
| 3    | Giovanni Puggioni Ezio Madonia Angelo Cipolloni Sandro Floris                                | Itália    | 39"07 |
| 4    | James Beckford Michael Green Leon Gordon Raymond Stewart                                     | Jamaica   | 39"10 |
| 5    | Hisatsugu Suzuki Koji Ito Satoru Inoue Yoshitaka Ito                                         | Japão     | 39"33 |
| 6    | André Domingos da Silva Sidnei Telles de Souza Edson Luciano Ribeiro Robson Caetano da Silva | Brasil    | 39"35 |
| 7    | Aleksey Chikhachov Dmitriy Vanyaikin Oleg Kramarenko Sergey Osovich                          | Ucrânia   | 39"39 |
| 8    | Peter Karlsson Matias Ghansah Lars Hedner Tobias Karlsson                                    | Suécia    | DQ    |

| Pos. | Atleta                                                                     | País           | Marca |
| ---- | -------------------------------------------------------------------------- | -------------- | ----- |
| 1    | Celena Mondie-Milner Colette Guidry Chryste Gaines Gwen Torrence           | Estados Unidos | 42"12 |
| 2    | Dahlia Duhaney Juliet Cuthbert Beverly McDonald Merlene Ottey]]            | Jamaica        | 42"25 |
| 3    | Melanie Paschke Silke Lichtenhagen Silke-Beate Knoll Gabriele Becker       | Alemanha       | 43"01 |
| 4    | Eldece Clarke-Lewis Debbie Ferguson Sevatheda Fynes Pauline Davis          | Bahamas        | 43"14 |
| 5    | Odile Singa Frédérique Bangué Patricia Girard Delphine Combe               | França         | 43"35 |
| 6    | Jutta Kemila Sanna Hernesniemi Heidi Suomi Heli Koivula                    | Finlândia      | 44"46 |
| 7    | Elia Manuela Mera Felipa Palacios Patricia Rodríguez Mirtha Brock          | Colômbia       | 44"61 |
| 8    | Natalya Voronova Galina Malchugina Marina Trandenkova Yekaterina Leshchova | Rússia         | DNF   |

### Estafeta 4 x 400 metros
| Pos. | Atleta                                                                | País           | Marca   |
| ---- | --------------------------------------------------------------------- | -------------- | ------- |
| 1    | Marlon Ramsey Derek Mills Butch Reynolds Michael Johnson              | Estados Unidos | 2'57"32 |
| 2    | Michael McDonald Davian Clarke Danny McFarlane Gregory Haughton       | Jamaica        | 2'59"88 |
| 3    | Udeme Ekpeyong Kunle Adejuyigbe Jude Monye Sunday Bada                | Nigéria        | 3'03"18 |
| 4    | David McKenzie Mark Hylton Adrian Patrick Roger Black                 | Reino Unido    | 3'03"75 |
| 5    | Piotr Rysiukiewicz Paweł Januszewski Robert Mackowiak Tomasz Jedrusik | Polónia        | 3'03"84 |
| 6    | Jose Perez Jorge L. Crusellas Omar Mena Norberto Téllez               | Cuba           | 3'07"65 |
| 7    | Samson Kitur Julius Chepkwony Kennedy Ochieng Charles Gitonga         | Quênia         | DNS     |
| 8    | Uwe Jahn Karsten Just Kai Karsten Rico Lieder                         | Alemanha       | DQ      |

| Pos. | Atleta                                                                   | País           | Marca   |
| ---- | ------------------------------------------------------------------------ | -------------- | ------- |
| 1    | Kim Graham Rochelle Stevens Camara Jones Jearl Miles-Clark               | Estados Unidos | 3'22"69 |
| 2    | Tatyana Chebykina Svetlana Goncharenko Yuliya Sotnikova Yelena Andreyeva | Rússia         | 3'23"98 |
| 3    | Lee Naylor Renée Poetschka Melinda Gainsford-Taylor Cathy Freeman        | Austrália      | 3'25"88 |
| 4    | Karin Janke Silke-Beate Knoll Linda Kisabaka Uta Rohländer               | Alemanha       | 3'26"10 |
| 5    | Melanie Neef Stephanie Llewellyn Lorraine Hanson Georgina Oladapo        | Reino Unido    | 3'26"89 |
| 6    | Olabisi Afolabi Falilat Ogunkoya Omolade Akinremi Fatima Yusuf           | Nigéria        | 3'27"85 |
| 7    | Idalmis Bonne Ana Fidelia Quirot Nancy McLeon Julia Duporty              | Cuba           | 3'29"27 |
| 8    | Revoli Campbell Merlene Frazer Sandie Richards Deon Hemmings             | Jamaica        | DQ      |

### Salto em altura
| Pos. | Atleta            | País           | Marca  |
| ---- | ----------------- | -------------- | ------ |
| 1    | Troy Kemp         | Bahamas        | 2.37 m |
| 2    | Javier Sotomayor  | Cuba           | 2.37 m |
| 3    | Artur Partyka     | Polónia        | 2.35 m |
| 4    | Steve Smith       | Reino Unido    | 2.35 m |
| 4    | Steinar Hoen      | Noruega        | 2.35 m |
| 6    | Patrik Sjöberg    | Suécia         | 2.32 m |
| 7    | Tony Barton       | Estados Unidos | 2.29 m |
| 8    | Dragutin Topić    | Iugoslávia     | 2.25 m |
| 8    | Tim Forsyth       | Austrália      | 2.25 m |
| 8    | Jaroslaw Kotewicz | Polónia        | 2.25 m |

| Pos. | Atleta             | País           | Marca  |
| ---- | ------------------ | -------------- | ------ |
| 1    | Stefka Kostadinova | Bulgária       | 2.01 m |
| 2    | Alina Astafei      | Alemanha       | 1.99 m |
| 3    | Inga Babakova      | Ucrânia        | 1.99 m |
| 4    | Tatyana Motkova    | Rússia         | 1.96 m |
| 5    | Tatyana Shevchik   | Bielorrússia   | 1.96 m |
| 6    | Hanne Haugland     | Noruega        | 1.96 m |
| 7    | Svetlana Leseva    | Bulgária       | 1.93 m |
| 8    | Amy Acuff          | Estados Unidos | 1.93 m |
| 8    | Nele Zilinskiené   | Lituânia       | 1.93 m |
| 10   | Yelena Topchina    | Rússia         | 1.93 m |

### Salto com vara
| Pos. | Atleta           | País           | Marca  |
| ---- | ---------------- | -------------- | ------ |
| 1    | Sergey Bubka     | Ucrânia        | 5.92 m |
| 2    | Maksim Tarasov   | Rússia         | 5.86 m |
| 3    | Jean Galfione    | França         | 5.86 m |
| 4    | Okkert Brits     | África do Sul  | 5.80 m |
| 5    | Radion Gataullin | Rússia         | 5.70 m |
| 6    | Scott Huffman    | Estados Unidos | 5.70 m |
| 7    | Igor Trandenkov  | Rússia         | 5.70 m |
| 8    | Dean Starkey     | Estados Unidos | 5.60 m |

### Salto em comprimento
| Pos. | Atleta                  | País           | Marca  |
| ---- | ----------------------- | -------------- | ------ |
| 1    | Iván Pedroso            | Cuba           | 8.70 m |
| 2    | James Beckford          | Jamaica        | 8.30 m |
| 3    | Mike Powell             | Estados Unidos | 8.29 m |
| 4    | Georg Ackermann         | Alemanha       | 8.14 m |
| 5    | Bogdan Tudor            | Roménia        | 8.01 m |
| 6    | Konstantinos Koukodímos | Grécia         | 8.00 m |
| 7    | Huang Geng              | China          | 7.94 m |
| 8    | Ivaylo Mladenov         | Bulgária       | 7.93 m |

| Pos. | Atleta               | País           | Marca  |
| ---- | -------------------- | -------------- | ------ |
| 1    | Fiona May            | Itália         | 6.98 m |
| 2    | Niurka Montalvo      | Cuba           | 6.86 m |
| 3    | Irina Mushailova     | Rússia         | 6.83 m |
| 4    | Olga Rublyova        | Rússia         | 6.78 m |
| 5    | Valentina Uccheddu   | Itália         | 6.76 m |
| 6    | Jackie Joyner-Kersee | Estados Unidos | 6.74 m |
| 7    | Agata Karczmarek     | Polónia        | 6.71 m |
| 8    | Viktoriya Vershinina | Ucrânia        | 6.66 m |
| 9    | Heike Drechsler      | Alemanha       | 6.64 m |
| 10   | Inessa Kravets       | Ucrânia        | 6.57 m |

### Triplo salto
| Pos. | Atleta           | País           | Marca        |
| ---- | ---------------- | -------------- | ------------ |
| 1    | Jonathan Edwards | Reino Unido    | 18.29 m (WR) |
| 2    | Brian Wellman    | Bermudas       | 17.62 m      |
| 3    | Jerome Romain    | Dominica       | 17.59 m      |
| 4    | Yoelbi Quesada   | Cuba           | 17.59 m      |
| 5    | Yoel García      | Cuba           | 17.16 m      |
| 6    | James Beckford   | Jamaica        | 17.13 m      |
| 7    | Mike Conley      | Estados Unidos | 16.96 m      |
| 8    | Galin Georgiev   | Bulgária       | 16.93 m      |

| Pos. | Atleta                   | País         | Marca        |
| ---- | ------------------------ | ------------ | ------------ |
| 1    | Inessa Kravets           | Ucrânia      | 15.50 m (WR) |
| 2    | Iva Prandzheva           | Bulgária     | 15.18 m      |
| 3    | Anna Biryukova           | Rússia       | 15.08 m      |
| 4    | Inna Lasovskaya          | Rússia       | 14.90 m      |
| 5    | Rodica Petrescu-Mateescu | Roménia      | 14.82 m      |
| 6    | Ren Ruiping              | China        | 14.25 m      |
| 7    | Zhanna Gureyeva          | Bielorrússia | 14.22 m      |
| 8    | Barbara Lah              | Itália       | 14.18 m      |

### Arremesso do peso
| Pos. | Atleta            | País           | Marca   |
| ---- | ----------------- | -------------- | ------- |
| 1    | John Godina       | Estados Unidos | 21,47 m |
| 2    | Mika Halvari      | Finlândia      | 20,93 m |
| 3    | Randy Barnes      | Estados Unidos | 20,41 m |
| 4    | Aleksandr Bagach  | Ucrânia        | 20,38 m |
| 5    | Brent Noon        | Estados Unidos | 20,13 m |
| 6    | Oliver-Sven Buder | Alemanha       | 20,11 m |
| 7    | Roman Virastyuk   | Ucrânia        | 19,66 m |
| 8    | Dmitriy Goncharuk | Bielorrússia   | 19,38 m |

| Pos. | Atleta            | País           | Marca   |
| ---- | ----------------- | -------------- | ------- |
| 1    | Astrid Kumbernuss | Alemanha       | 21,22 m |
| 2    | Huang Zhihong     | China          | 20,04 m |
| 3    | Svetla Mitkova    | Bulgária       | 19,56 m |
| 4    | Kathrin Neimke    | Alemanha       | 19,30 m |
| 5    | Sui Xinmei        | China          | 19,09 m |
| 6    | Liuhong Zhang     | China          | 19,07 m |
| 7    | Ramona Pagel      | Estados Unidos | 18,81 m |
| 8    | Stephanie Storp   | Alemanha       | 18,81 m |

### Lançamento do disco
| Pos. | Atleta                | País         | Marca        |
| ---- | --------------------- | ------------ | ------------ |
| 1    | Lars Riedel           | Alemanha     | 68,76 m (CR) |
| 2    | Vladimir Dubrovshchik | Bielorrússia | 65,98 m      |
| 3    | Vasiliy Kaptyukh      | Bielorrússia | 65,88 m      |
| 4    | Attila Horváth        | Hungria      | 65,72 m      |
| 5    | Jürgen Schult         | Alemanha     | 64,44 m      |
| 6    | Adewale Olukoju       | Nigéria      | 63,66 m      |
| 7    | Alexis Elizalde       | Cuba         | 63,28 m      |
| 8    | Dmitriy Shevchenko    | Rússia       | 63,18 m      |

| Pos. | Atleta              | País         | Marca   |
| ---- | ------------------- | ------------ | ------- |
| 1    | Ellina Zvereva      | Bielorrússia | 68,64 m |
| 2    | Ilke Wyludda        | Alemanha     | 67,20 m |
| 3    | Olga Chernyavskaya  | Rússia       | 66,86 m |
| 4    | Maritza Martén      | Cuba         | 64,36 m |
| 5    | Natalya Sadova      | Rússia       | 62,60 m |
| 6    | Mette Bergmann      | Noruega      | 62,48 m |
| 7    | Franka Dietzsch     | Alemanha     | 61,28 m |
| 8    | Lyudmila Filimonova | Bielorrússia | 61,16 m |

### Lançamento do dardo
| Pos. | Atleta            | País        | Marca        |
| ---- | ----------------- | ----------- | ------------ |
| 1    | Jan Zelezný       | Chéquia     | 89,58 m (CR) |
| 2    | Steve Backley     | Reino Unido | 86,30 m      |
| 3    | Boris Henry       | Alemanha    | 86,08 m      |
| 4    | Raymond Hecht     | Alemanha    | 83,30 m      |
| 5    | Dag Wennlund      | Suécia      | 82,04 m      |
| 6    | Mick Hill         | Reino Unido | 81,06 m      |
| 7    | Yuriy Rybin       | Rússia      | 81,00 m      |
| 8    | Andreas Linden    | Suécia      | 80,76 m      |
| 9    | Aki Parviainen    | Finlândia   | 79,58 m      |
| 10   | Andrey Moruyev    | Rússia      | 79,14 m      |
| 11   | Seppo Räty        | Finlândia   | 78,76 m      |
| 12   | Harri Hakkarainen | Finlândia   | 78,16 m      |

| Pos. | Atleta                 | País         | Marca   |
| ---- | ---------------------- | ------------ | ------- |
| 1    | Natalya Shikolenko     | Bielorrússia | 67,56 m |
| 2    | Felicia Tilea-Moldovan | Roménia      | 65,22 m |
| 3    | Mikaela Ingberg        | Finlândia    | 65,16 m |
| 4    | Heli Rantanen          | Finlândia    | 65,04 m |
| 5    | Joanna Stone           | Austrália    | 63,74 m |
| 6    | Tanja Damaske          | Alemanha     | 62,32 m |
| 7    | Isel López             | Cuba         | 60,80 m |
| 8    | Yekaterina Ivakina     | Rússia       | 59,82 m |
| 9    | Renata Strašek         | Eslovênia    | 59,10 m |
| 10   | Jette Jeppesen         | Dinamarca    | 58,84 m |
| 11   | Steffi Nerius          | Alemanha     | 59,82 m |
| 12   | Mirela Manjani         | Albânia      | 55,56 m |

### Lançamento do martelo
| Pos. | Atleta              | País           | Marca   |
| ---- | ------------------- | -------------- | ------- |
| 1    | Andrey Abduvaliyev  | Tajiquistão    | 81,56 m |
| 2    | Igor Astapkovich    | Bielorrússia   | 81,10 m |
| 3    | Tibor Gécsek        | Hungria        | 80,98 m |
| 4    | Balázs Kiss         | Hungria        | 79,02 m |
| 5    | Lance Deal          | Estados Unidos | 78,66 m |
| 6    | Sergey Alay         | Bielorrússia   | 76,66 m |
| 7    | Ilya Konovalov      | Rússia         | 76,50 m |
| 8    | Aleksandr Seleznyov | Rússia         | 76,18 m |

### Decatlo/Heptatlo
| Pos. | Atleta            | País           | Marca    |
| ---- | ----------------- | -------------- | -------- |
| 1    | Dan O'Brien       | Estados Unidos | 8695 pts |
| 2    | Eduard Hämäläinen | Bielorrússia   | 8489 pts |
| 3    | Mike Smith        | Canadá         | 8419 pts |
| 4    | Erki Nool         | Estónia        | 8268 pts |
| 5    | Tomáš Dvorák      | Chéquia        | 8236 pts |
| 6    | Christian Plaziat | França         | 8206 pts |
| 7    | Lev Lobodin       | Ucrânia        | 8196 pts |
| 8    | Chris Huffins     | Estados Unidos | 8193 pts |

| Pos. | Atleta             | País           | Marca    |
| ---- | ------------------ | -------------- | -------- |
| 1    | Ghada Shouaa       | Síria          | 6651 pts |
| 2    | Svetlana Moskalets | Rússia         | 6575 pts |
| 3    | Rita Ináncsi       | Hungria        | 6522 pts |
| 4    | Eunice Barber      | Serra Leoa     | 6340 pts |
| 5    | Kym Carter         | Estados Unidos | 6329 pts |
| 6    | Regla Cárdenas     | Cuba           | 6306 pts |
| 7    | Denise Lewis       | Reino Unido    | 6299 pts |
| 8    | Le Shundra Nathan  | Estados Unidos | 6258 pts |

## Legenda
- WR : Recorde do mundo
- CR : Recorde dos campeonatos
- AR : Recorde continental
- NR : Recorde nacional
- WJR: Recorde mundial junior
- DQ : Desqualificado
- DNF: Abandono
- DNS: Não partiu